# Andreas Merkle
Andreas Merkle (* 17. April 1962 in Stetten ob Lontal) ist ein ehemaliger deutscher Fußballspieler.

## Karriere
In der Jugend spielte er beim SV Bissingen unter Trainer Arthur Mack. Über den Heidenheimer SB kam er 1981 zu den in der 2. Bundesliga spielenden Stuttgarter Kickers, für die er in fünf Jahren 141 Zweitligaspiele bestritt und dabei 43 Tore schoss.
Im Sommer 1986 wechselte er zum VfB Stuttgart. Dort spielte er 41-mal in der Bundesliga und erzielte acht Treffer. Im August 1987 musste er sich wegen eines Kreuzbandrisses einer Knieoperation unterziehen. Zum Abschluss seiner Karriere wechselte der damals als „Schwabenpfeil“ bezeichnete Angreifer zum Hamburger SV. In der Saison 1988/89 machte Merkle eine langwierige Achillessehnenverletzung zu schaffen. Ende Oktober 1989 zeigte er im UEFA-Pokal gegen Real Saragossa seine wohl beste Leistung für den HSV, als er als Einwechselspieler mit zwei Kopfballtoren entscheidend am 2:0-Sieg (nach Verlängerung) beteiligt war und den Hamburgern damit ins Achtelfinale verhalf. Anfang Mai 1990 gelang ihm mit dem 1:0-Siegtreffer über den Karlsruher SC ein Tor, das entscheidend zum Bundesliga-Klassenerhalt der Hamburger beitrug. Dennoch erhielt er im Frühling 1990 keine Verlängerung seines auslaufenden Vertrages. Merkle, der Betriebswirtschaftslehre studierte, kam beim HSV von 1988 bis 1990 auf 33 Bundesligaspiele und zwei Tore. Nach dem Auslaufen seines Vertrags beim HSV 1990 blieb er vereinslos, ein Gespräch mit dem HSV im September 1990 über eine Wiedereinstellung blieben ergebnislos. Merkle beendete sein Studium, schloss sich im Dezember 1991 der Amateurmannschaft des Hamburger SV an und wurde im folgenden Verlauf der Saison 1991/92 15-mal in der Oberliga Nord eingesetzt.